# Alfonso Morales (futbolista)
René Alfonso Morales Tame (Coquimbo, 25 de mayo de 1940-Coquimbo, 20 de noviembre de 2023), conocido deportivamente como Alfonso Morales, fue un exfutbolista chileno que jugaba como defensa central.

## Trayectoria
De padre español y madre boliviana, Morales inició su carrera en los clubes amateur Atlético Llano y Coquimbo Sporting. Además, a los 14 años formó parte de la selección de Coquimbo en el Nacional Juvenil de 1955 en Rancagua. 
Aparte del fútbol, practicó hockey sobre patines, baloncesto y waterpolo, siendo convocado a la selección de Chile para el Nacional de Valparaíso de 1958. 
Morales jugó tanto en Coquimbo Unido como en Deportes La Serena, ambos archirrivales, siendo considerado una leyenda en el club aurinegro. Junto al equipo pirata consiguió el ascenso a Primera División, tras consagrarse campeones de la Segunda División 1962, permaneciendo en Coquimbo Unido hasta 1966.  
En 1967 pasó a Deportes La Serena, permaneciendo en el club hasta 1970. Tras su retiro, se desempeñó como gerente deportivo de Coquimbo Unido en la década de 1970. Fue uno de los responsables de los fichajes de los jugadores brasileños Torino, Benê y Liminha, quienes en 1979 conformaron un recordado tridente de ataque. 
Falleció el 20 de noviembre de 2023, a la edad de 83 años 

## Clubes
| Club               | País  | Año       |
| ------------------ | ----- | --------- |
| Coquimbo Unido     | Chile | 1958-1966 |
| Deportes La Serena | Chile | 1967-1970 |

## Palmarés
| Título    | Equipo         | País  | Año  |
| --------- | -------------- | ----- | ---- |
| Primera B | Coquimbo Unido | Chile | 1962 |